# Suchiapa
Suchiapa är en ort i Mexiko.   Den ligger i kommunen Suchiapa och delstaten Chiapas, i den sydöstra delen av landet, 700 km öster om huvudstaden Mexico City. Suchiapa ligger 464 meter över havet och antalet invånare är 13 282.
Terrängen runt Suchiapa är varierad. Runt Suchiapa är det ganska tätbefolkat, med 56 invånare per kvadratkilometer. Närmaste större samhälle är Tuxtla Gutiérrez, 15,0 km norr om Suchiapa. Omgivningarna runt Suchiapa är en mosaik av jordbruksmark och naturlig växtlighet.